# Saint-Henri-de-Taillon
Pour les articles homonymes, voir Saint-Henri.
Saint-Henri-de-Taillon est une municipalité du Québec (Canada), située dans la municipalité régionale de comté de Lac-Saint-Jean-Est, dans la région administrative du Saguenay–Lac-Saint-Jean.

## Toponymie

### Saint-Henri
La particule Saint-Henri est nommée en l'honneur de l'abbé Henri-Hubert-Marie Cimon La Malbaie, curé de la paroisse de Saint-Joseph d'Alma, de 1882 à 1891, qui dessert en 1888 et 1889 la paroisse naissante. Le saint patron de la municipalité est Henri II du Saint-Empire, dernier souverain ottonien.

### Taillon
Le nom Taillon fait référence au canton de Taillon, nommé en l'honneur de l'ancien premier ministre provincial Louis-Olivier Taillon.

## Géographie
La rivière Taillon traverse l'ouest de la municipalité du nord vers le sud.

## Démographie
| 1991 | 1996 | 2001 | 2006 | 2011 | 2016 | 2021 |
| ---- | ---- | ---- | ---- | ---- | ---- | ---- |
| 714  | 743  | 776  | 739  | 760  | 821  | 803  |

## Administration

### Maires de Saint-Henri-de-Taillon
1. Ernest Larouche (1903)
2. Oscar Renaud (1903-04; 1912-13; 1925-27)
3. Zéphirin Gagné (1909-12; 1913-19)
4. Philippe Villeneuve (1913,1919-23)
5. Louis Hudon (1915-16,1923-25)
6. Josheph-Lusius Larouche (1927-31)
7. Alphonse Lefebvre (1931-35)
8. Edmond Pilote (1935)
9. Henri Lemay (1935-39)
10. Françcois Simard (1939-41)
11. Xavier Gaudreault (1941-49,1952-57)
12. Ovila Larouche (1949-52)
13. Paul-Armand Ouellet (1957-60,1969-74)
14. Arthur Lefebvre (1960-66)
15. David Gauthier (1966-69)
16. Auguste Simard (1974-86)
17. Gilles Bouchard (1987-94)
18. George-Henri Fortin (1994-98)
19. André Paradis (1998-2002,2005-aujourd'hui)

| Saint-Henri-de-Taillon Maires depuis 2002                                                                            |               |         |          |
| Élection | Maire         | Qualité | Résultat |
| 2002 | Jean Larouche |         | Voir     |
| 2005 | André Paradis |         | Voir     |
| 2009 | André Paradis | Voir    |          |
| 2013 | André Paradis | Voir    |          |
| 2017 | André Paradis | Voir    |          |
| 2021 | Laval Fortin  |         | Voir     |
| Élection partielle en italique Depuis 2005, les élections sont simultanées dans toutes les municipalités québécoises |               |         |          |

## Attraits
Le village de Saint-Henri-de-Taillon présente les plus magnifiques plages de la région du Saguenay-Lac-Saint-Jean.
Entre autres, on y retrouve une des plages les plus achalandées du lac Saint-Jean, la '''plage Belley''', située sur le camping Belley, un des plus grands campings de la région. Juste à côté, la plage des Amicaux est également populaire. Au bout de cette même plage, le secteur plage Wilson est un secteur résidentiel très prisé. Au total, cette plage de sable blond mesure plus de 3 kilomètres.
Au bout du rang 3 Ouest, se trouve le parc national de la Pointe-Taillon. On y trouve également une très belle plage de sable doux de plusieurs kilomètres. Pour les amateurs de vélo, dans celui-ci, il y a une piste cyclable qui mène vers le village de Saint-Monique.

## Culture

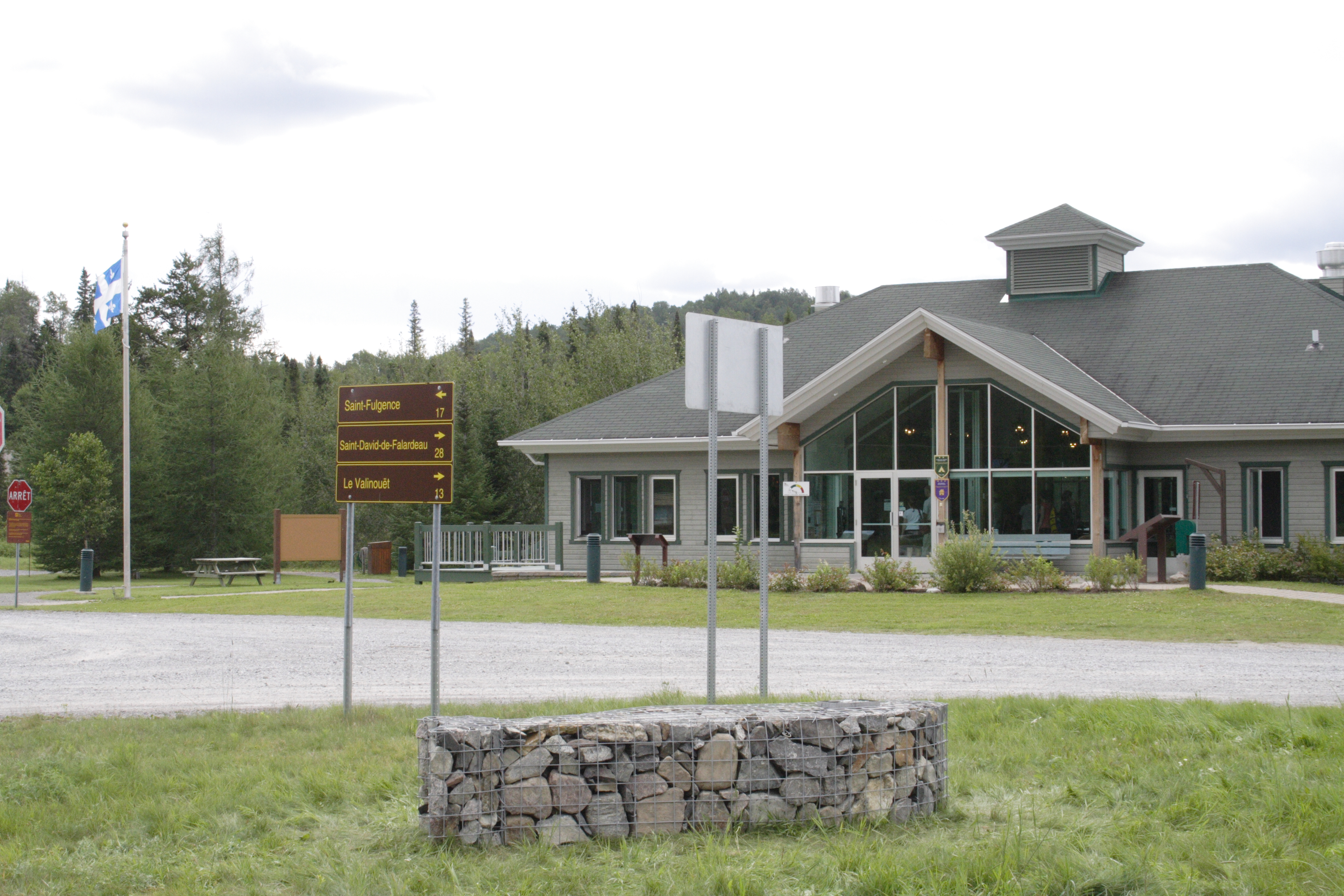
Tacon Site de la Conservation.

Le parc national de la Pointe-Taillon se trouve sur le territoire de Saint-Henri-de-Taillon. Il a comme mission de conserver et de mettre en valeur les milieux naturels et culturels du parc. Il faut souligner la présence de vestiges d’un village qui fut englouti par les eaux du lac Saint-Jean lors de son rehaussement en 1926 pour en faire un réservoir. Ce village appelé Bienheureuse-Jeanne-D’arc fait partie intégrante de l’histoire de la pointe Taillon. Quelques artéfacts sont présents dans le parc et sont mis en valeur par la SÉPAQ qui administre le territoire de la pointe Taillon. Cette volonté de conserver le souvenir des pionniers qui ont contribué au développement du Saguenay—Lac-Saint-Jean est reconnue par le collectif d’artistes Interaction Qui. Pour cette raison, le Tacon Site de la Conservation implanté en 2010 dans le cadre de la Grande Marche des Tacons Sites au parc national des Monts-Valin appartient à Saint-Henri-de-Taillon.

## Personnalités
- Serge Fiori (1952-2025) a passé les dernières années de sa vie sur les rives du Lac-Saint-Jean, à Saint-Henri-de-Taillon[2]. Au cours d'une entrevue[3] avec la journaliste culturelle Julie Larouche, d'ICI Saguenay–Lac-Saint-Jean, M. Fiori a confié qu'il considérait le lac Saint-Jean comme la pupille du Québec, un endroit qui lui inspirait une poésie vivante.